# Ludność Tczewa

Herb Tczewa

## LudnośćTczewa
- 1782 - 1587 (w tym 23 Żydów)[1]
- 1800 - 1633   (w tym 150 Żydów)[1]
- 1818 - 1675   (w tym 276 Żydów)[1]
- 1831 - 2145   (w tym 317 Żydów)[1]
- 1840 - 3075   (w tym 409 Żydów)[1]
- 1864 - 6375   (w tym 503 Żydów)[1]
- 1871 - 7758   (w tym 515 Żydów)[1]
- 1875 - 9713[2]
- 1880 - 10 939[2]   (w tym 453 Żydów)[3]
- 1890 - 11 897   (w tym 372 Żydów)[1][2]
- 1900 - 12 808   (w tym 314 Żydów)[1]
- 1910 - 16 894   (w tym 195 Żydów)[1]
- 1921 - 16 251   (w tym 97 Żydów)[1]
- 1931 - 22 542   (w tym 112 Żydów)[1]
- 1936 - 24 610   (w tym 123 Żydów)[1]
- 1939 - 26 000
- 1946 - 20 934   (spis powszechny)
- 1950 - 24 619   (spis powszechny)
- 1955 - 30 592
- 1960 - 33 696   (spis powszechny)
- 1961 - 34 600
- 1962 - 35 300
- 1963 - 36 000
- 1964 - 36 300
- 1965 - 36 666
- 1966 - 37 300
- 1967 - 38 600
- 1968 - 39 400
- 1969 - 40 300
- 1970 - 41 000   (spis powszechny)
- 1971 - 42 125
- 1972 - 42 900
- 1973 - 44 600
- 1974 - 45 975
- 1975 - 46 975
- 1976 - 47 700
- 1977 - 49 000
- 1978 - 50 200   (spis powszechny)
- 1979 - 52 300
- 1980 - 53 589
- 1981 - 55 046
- 1982 - 56 121
- 1983 - 56 708
- 1984 - 57 453
- 1985 - 57 843
- 1986 - 58 488
- 1987 - 58 998
- 1988 - 58 523   (spis powszechny)
- 1989 - 59 045
- 1990 - 59 498
- 1991 - 59 850
- 1992 - 59 860
- 1993 - 60 046
- 1994 - 60 469
- 1995 - 60 615
- 1996 - 60 785
- 1997 - 60 971
- 1998 - 61 028
- 1999 - 61 124
- 2000 - 61 239
- 2001 - 61 390
- 2002 - 59 956   (spis powszechny)
- 2003 - 60 067
- 2004 - 60 128
- 2005 - 60 244
- 2006 - 60 283
- 2009 - 60 173   (stan na czerwiec)
- 2011 - 59 892   (stan na luty)
- 2012 - 58 239   (stan na 07.11.2012)
- 2013 - 60 641   (stan na 30.06.2013)[4]
- 2014 - 60 573
- 2015 - 60 052
- 2016 - 60 276  [5]

## Powierzchnia Tczewa
- 1995 - 22,26 km²
- 2006 - 22,39 km²